# تعاون انتهازي
التعاون الانتهازي عبارة عن تصميم مرن وحديث للتعليم التعاوني. وفي هذه العملية، يتم تشكيل المجموعات وتقسيمها وإعادة دمجها كجزء من عملية حديثة ناشئة، بحيث يكون كل المشاركين على دراية بهيكل الكل ويقدمون يد العون لتطويره. وهو يختلف عن تعاون المجموعات الصغيرة الثابت، والذي يتم من خلاله في الغالب تثبيت المجموعات خلال فترة الاستفسار، مع وجود مهمة محددة وتصل إلى ذروتها سلفًا، بالإضافة إلى نموذج مرحلة ثابت للاستفسار مع وجود خط زمني لكل مرحلة، مع تحديد من يقوم بذلك، والتنسيق الذي يتم به ذلك، وتوقيته.
وينشأ التعاون الانتهازي في منظمات المعارف. وكما أكد شاتزكيل (2003) «يجب أن تدعم منظمة المعرفة موظفيها بحيث يشعرون بحرية التحرك في المنظمة، والتجميع وإعادة التجميع في التكوينات المختلفة حسب الضرورة، وإعادة تشكيل أنفسهم ومواردهم بما يتوافق مع الظروف الجديدة.» (ص 20). ويعد ذلك بمثابة توجيه واعد لاستكشاف هذا التصميم في السياقات التعليمية. وكما أشارت دراسة حديثة (زانج وآخرون، عام 2006) أن نموذج التعاون الانتهازي أدى إلى الوصول إلى مستوى أعلى من المسئولية الجماعية، ومستويات أكثر انتشارًا ومرونة وتوزيعًا، بالإضافة إلى نشر التطورات المتعلقة بالمعلومات والمعارف بشكل أكبر.

## المفاهيم المتصلة
- التعلم التعاوني